# (4254) Kamél
(4254) Kamél est un astéroïde de la ceinture principale.

## Description
(4254) Kamél est un astéroïde de la ceinture principale. Il fut découvert le 24 octobre 1985 à l'observatoire Kvistaberg par Claes-Ingvar Lagerkvist. Il présente une orbite caractérisée par un demi-grand axe de 2,62 UA, une excentricité de 0,16 et une inclinaison de 13,0° par rapport à l'écliptique.

## Compléments